# Catedral de San José (Rawalpindi)
La Catedral de San José es la iglesia principal de la diócesis de Islamabad-Rawalpindi de la Iglesia católica en el país asiático de Pakistán.
Cuatro guardias armados están a las puertas de la Catedral, y la custodian, así como la Casa del Obispo está en un jardín situado detrás de una pared alta. Las amenazas de militantes extremistas islámicos han hecho que esta protección sea esencial. Aunque casi cualquier institución cristiana enfrenta peligro similar, la Iglesia no tiene dinero para pagar más guardias.
La Catedral de San José cuenta con grandes congregaciones en Rawalpindi, Islamabad y las zonas de los alrededores para los servicios religiosos de Viernes Santo, Semana Santa y Navidad cada año.
La parroquia Catedral es también el hogar de Convento de Santa Catalina.